# Hugues (évêque de Nantes)
Pour les articles homonymes, voir Hugues.
 Hugues  (floruit Xe siècle)  est  évêque de Nantes vers 990-992.

## Contexte
Hugues ou Hugo qualifié par Albert le Grand de « personage de vie sage et austère » administrait de facto l'évéché de Nantes depuis 981 sous le gouvernement des Comtes-évéques;  Guerech de Bretagne et de son neveu Judicaël de Nantes lorsqu'il reçoit le titre d'évéque en 990 sous le pontificat de Jean XV. Il meurt ou se démet en 992 et est remplacé par Hervé.